# 若木タワー
若木タワー（わかぎタワー、英: Wakagi Tower）は東京都渋谷区東4丁目10-28にある超高層ビルであり、國學院大學渋谷キャンパスの校舎である。

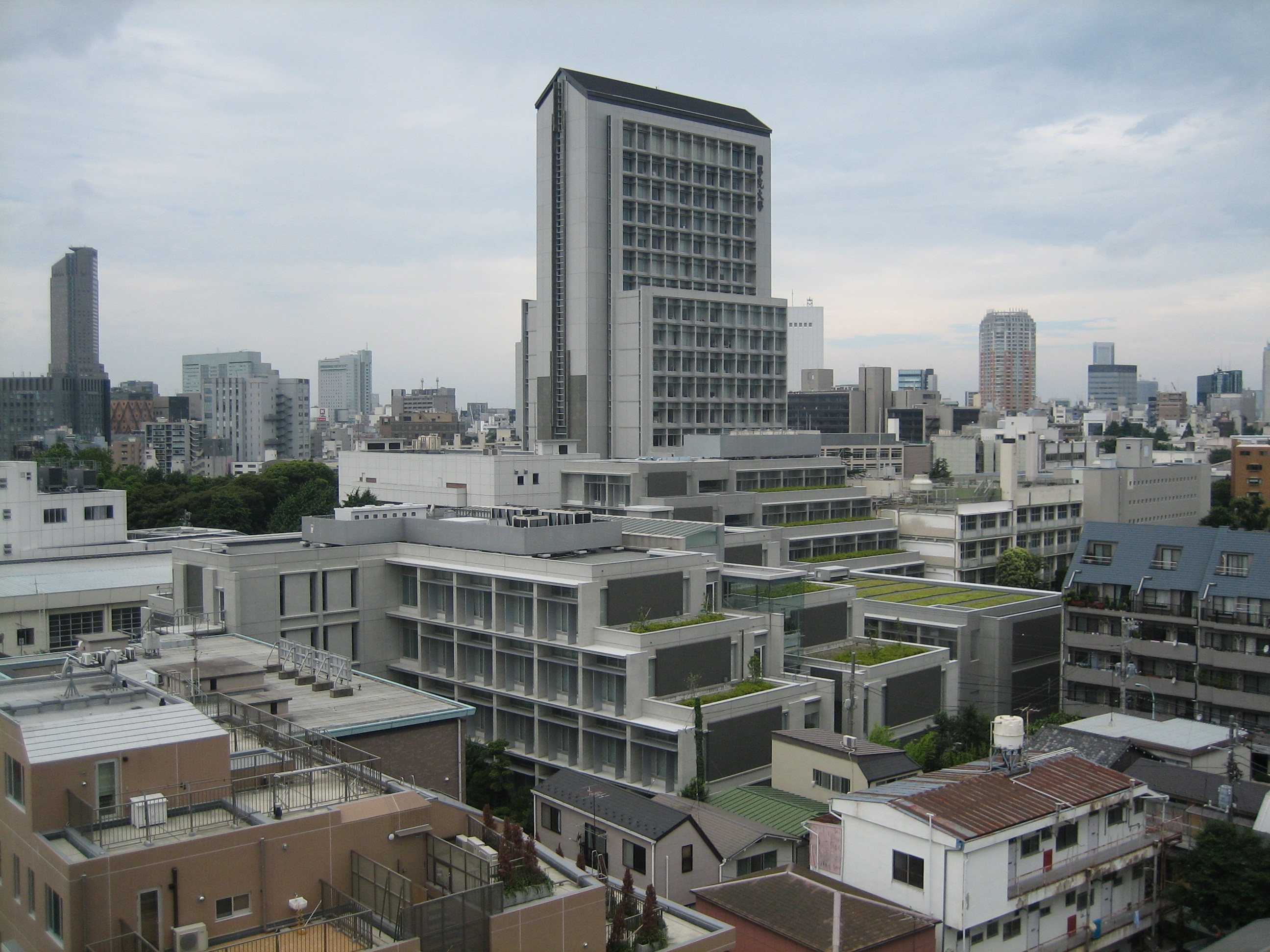
東の街並みと若木タワー

若木は、同タワーが所在する東四丁目含む地域の旧町名である。地下1階・地上18階の同タワーは國學院大學の120周年記念事業の一環として建てられた新校舎で、延床面積はキャンパス内でも最大規模の18,202.63平方メートルである。最上階の18階には有栖川宮記念ホール、ほか大学事務局関係および研究室などが収容されている。

## フロア構成
フロア構成は以下のとおりである。
- B1F - 会議室01～03
- 1F - 入学課、総務課、校友課、管財課
- 2F - 教務課、教員室

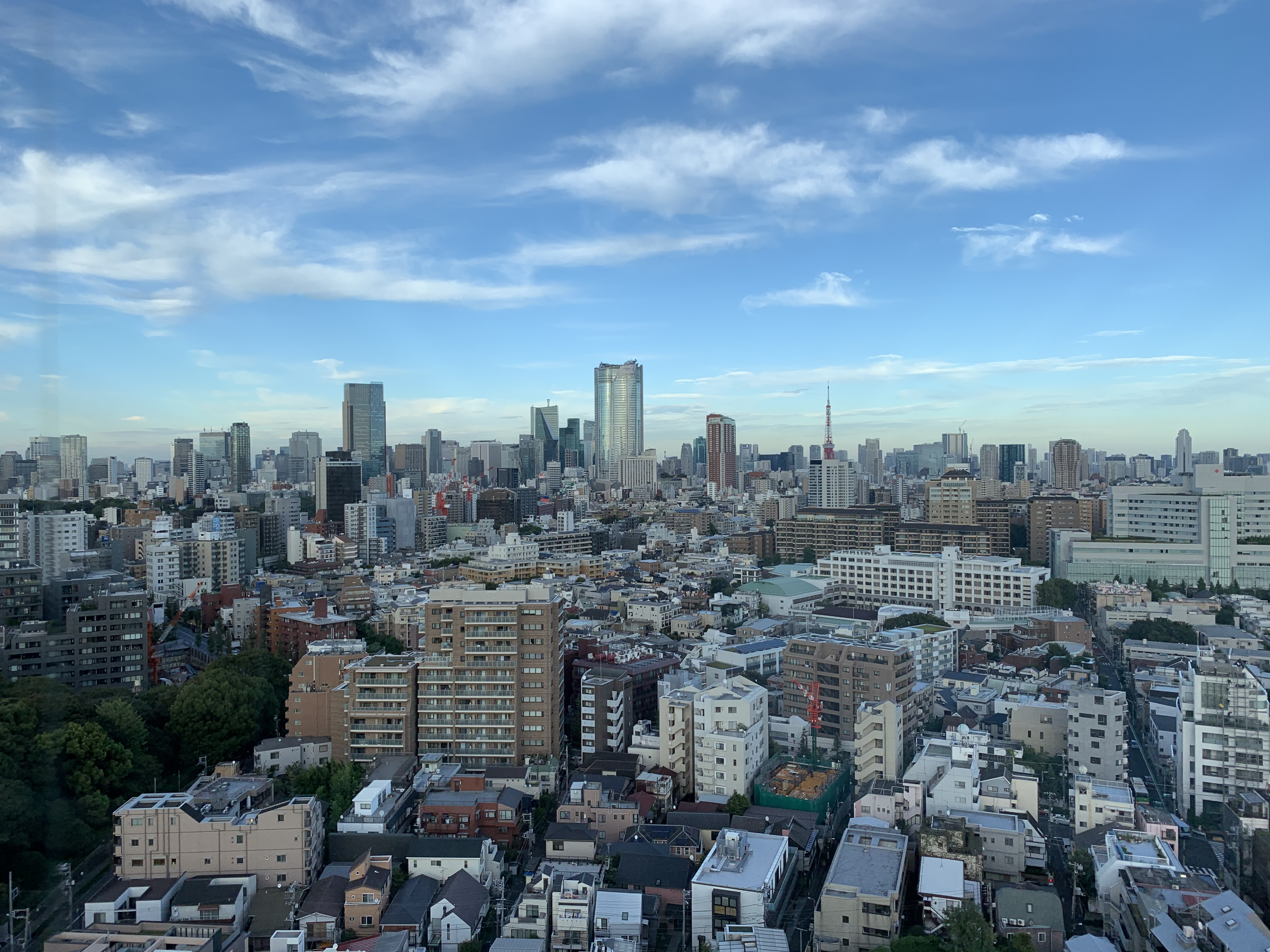
有栖川宮記念ホールからの眺め（2019年）

- 2F - 神道研修事務課、神社関係特別応接室、企画課、人事課、経理課、学生相談室、広報課、エクステンション事務課、学生生活課、保健室
- 4F - 法人事務局、役員室、会議室04･05
- 5F - 大学院演習室0501～0510、大学院事務課
- 6F - 大学院学生研究室、研究科委員長室
- 7F - 法学部長室、法学部研究室0701～0718、法学部資料室
- 8F - 法学部･経済学部研究室0801～0820、神道文化学部資料室分室、会議室07
- 9F - 経済学部長室、経済学部研究室0901～0918、経済学部資料室
- 10F - 文学部長室、文学部･経済学部研究室1001～1020、文学部資料室
- 11F - 文学部研究室1101～1120、文学部資料室
- 12F - 文学部研究室1201～1216
- 13F - 文学部研究室1301～1316
- 14F - 文学部研究室1401～1409、文学部資料室
- 15F - 文学部研究室1501～1516
- 16F - 文学部･神道文化学部研究室1601～1616
- 17F - 神道文化学部長室、神道文化学部研究室1701～1711、神道文化学部資料室
- 18F - 有栖川宮記念ホール